# 陆栋
陆栋（1940年—），江苏太仓人，中华人民共和国政治人物，陕西省政协原副主席，中国国民党革命委员会中央委员会原常务委员、陕西省委员会主任委员，第十届全国人大代表。